# Lottia digitalis
Lottia digitalis är en snäckart som först beskrevs av Martin Heinrich Rathke 1833.  Lottia digitalis ingår i släktet Lottia och familjen Lottiidae. Inga underarter finns listade i Catalogue of Life.